# Zamia vazquezii
Zamia vazquezii är en kärlväxtart som beskrevs av D.W. Stev., Sabato, A. Moretti och De Luca. Zamia vazquezii ingår i släktet Zamia och familjen Zamiaceae. IUCN kategoriserar arten globalt som akut hotad. Inga underarter finns listade i Catalogue of Life.